# Heribert Glatzel
Heribert Glatzel (* 9. August 1927 in Friedland, Landkreis Waldenburg, Provinz Niederschlesien; † 3. August 2015 in Esslingen am Neckar) war ein deutscher Künstler. Er wurde bekannt als Maler Heribert Friedland und galt als herausragender Vertreter der Aquarellmalerei.

## Leben
Heribert Glatzel wurde nach dem Besuch des Gymnasium Carolinum als Schüler zum Kriegseinsatz verpflichtet. Nach Ende des Krieges absolvierte er eine Ausbildung zum Religionslehrer und war als Lehrer tätig.
1957 machte er ein eigenes Atelier auf und war als freischaffender Künstler „Maler Heribert Friedland“ tätig. Er studierte nebenbei Malerei an der Kunstakademie Stuttgart sowie Kunstgeschichte, Philosophie und Neutestamentliche Wissenschaften an der Universität Stuttgart. Er hatte langjährig einen Lehrauftrag an der Stuttgarter Universität inne. 
Hauptarbeiten als Künstler, Wissenschaftler und Handwerker waren Kunst am Bau, Fenster für Kirchen, Keramikwände für Großbauten und Beton-Reliefs für Schulen sowie postkartengroße Formate seiner Aquarelle. Er hatte zahlreiche Einzelausstellungen, unter anderem im Victoria and Albert Museum in London, der Staatsgalerie Stuttgart, in der Neue Pinakothek in München, bei Herder & Herder in New York oder im Pawlowsk–Palast in Leningrad. Er lebte und arbeitete in Aichwald-Aichelberg und Esslingen am Neckar. Er war Gründungsmitglied des Lions-Club Esslingen-Burg. 
Heribert Glatzel engagierte sich für zahlreiche Sozialprojekte im Heiligen Land und war Mitglied im Deutschen Verein vom Heiligen Lande. 1980 wurde er vom Kardinal-Großmeister Maximilien Kardinal de Fürstenberg zum Ritter des Ritterordens vom Heiligen Grab zu Jerusalem ernannt und am 10. Mai 1980 im Münster durch Franz Kardinal Hengsbach, Großprior der deutschen Statthalterei, in den Päpstlichen Laienorden investiert. Er war zuletzt Komtur (Offizier) des Päpstlichen Laienordens.

## Ehrungen und Auszeichnungen
- Ritter vom Heiligen Grab (1980; Rangerhöhung zum Komtur (Offizier))
- Bürgerpreis der Stadt Mülheim (1984)
- Ehrengabe des Lovis-Corinth-Preises  (1987)
- Professor (Ehrentitel in Baden-Württemberg) (1988)[3]
- August-Macke-Preis der Stadt Meschede (1996)[2]